# Abigail Marcet Diánez
Abigail Marcet Diánez (Valladolid, 4 de juliol de 1975), coneguda també com a Abigail, és una cantautora espanyola.
Pertanyia a una família d'actors i músics ambulants, i el seu avi era cantaor de flamenc. L'any 2000 publica el seu primer disc, Una parte de mí, amb Sony Music. En 2001, la seva cançó Gitano, co-escrita amb Arturo Pérez-Reverte i part de la banda sonora de la pel·lícula homònima, li va valer el Premi de la Música a l'Autor Revelació, i la nominació a Millor Cançó Original en la XV edició dels Premis Goya.

## Discografia
- Una parte de mí (Sony Music, 2000)
- Alma enamorada (Sony Music, 2002)
- Mi estrella (Sony Music, 2004)
- Cuatro (Free Music Production, 2007)